# 반다이라 마모루
반다이라 마모루(1969년 1월 18일~)는 일본의 배구 지도자이다. 대한민국의 인천 흥국생명 핑크스파이더스 코치 및 감독으로 활동하기도 하였다. 선수생활보다 코칭스텝으로 뛴 경험이 많다.

## 경력
- 1991-2000 : 다이에 오렌지어텍 팀 코치
- 2000~2005 : 히사미츠 스프링스 팀 코치
- 2005~2008 : 일본대표팀 코치
- 2009~2010 : 흥국생명 핑크스파이더스 코치 및 감독 대행
- 2010~2011 : 흥국생명 핑크스파이더스 감독

| 전임 어창선 | 제17대 인천 흥국생명 핑크스파이더스 감독 2010-2011 | 후임 차해원 |